# Aelurillus
Aelurillus är ett släkte av spindlar som beskrevs av Eugène Simon 1884.
Aelurillus ingår i familjen hoppspindlar.

## Bildgalleri

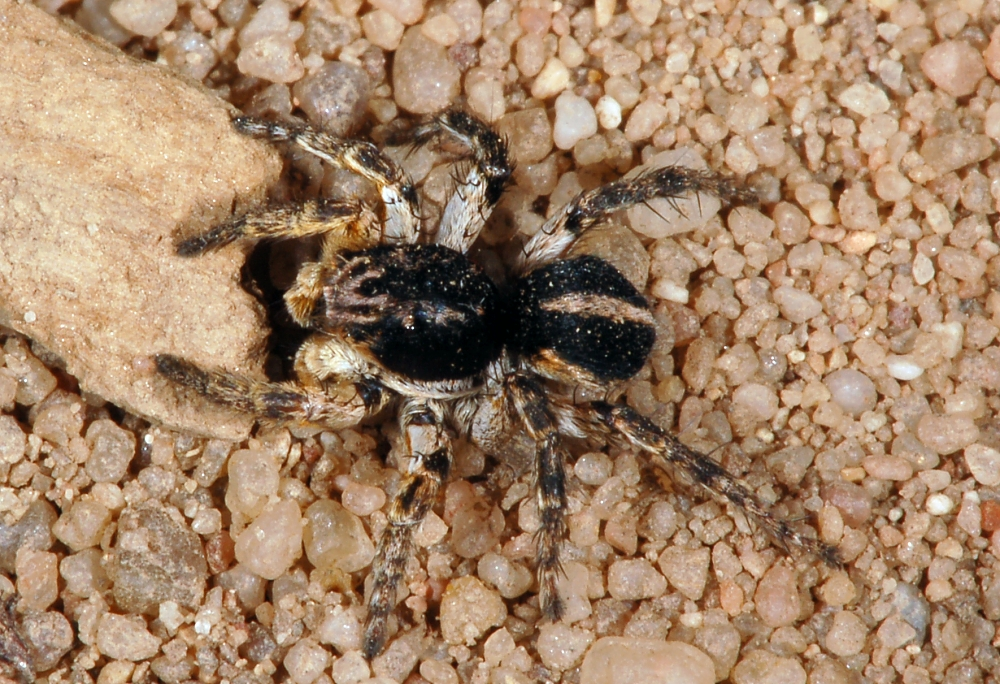
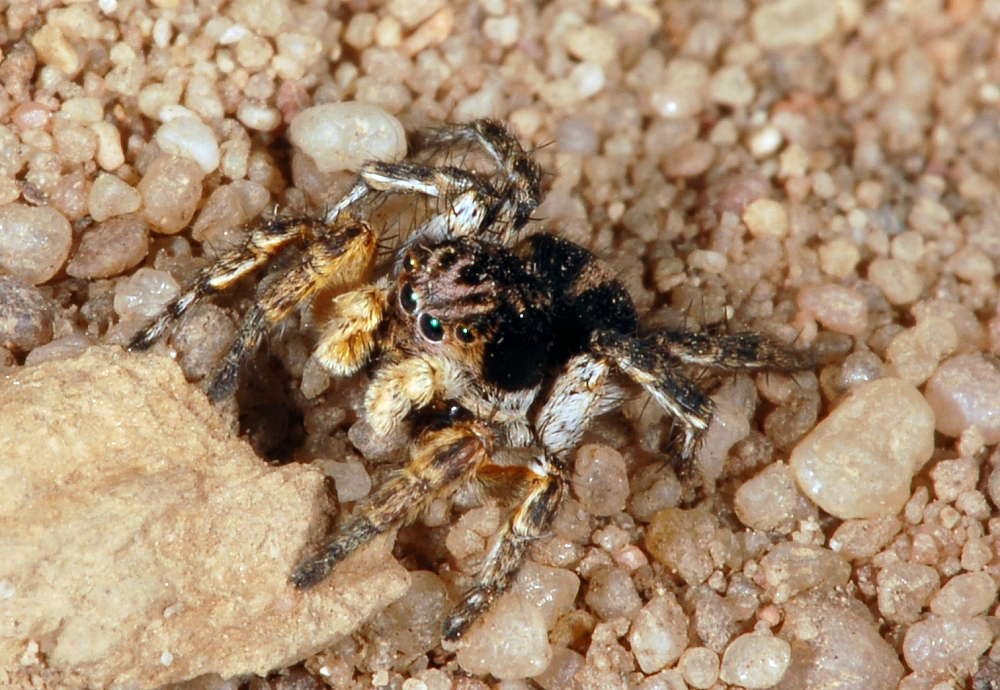
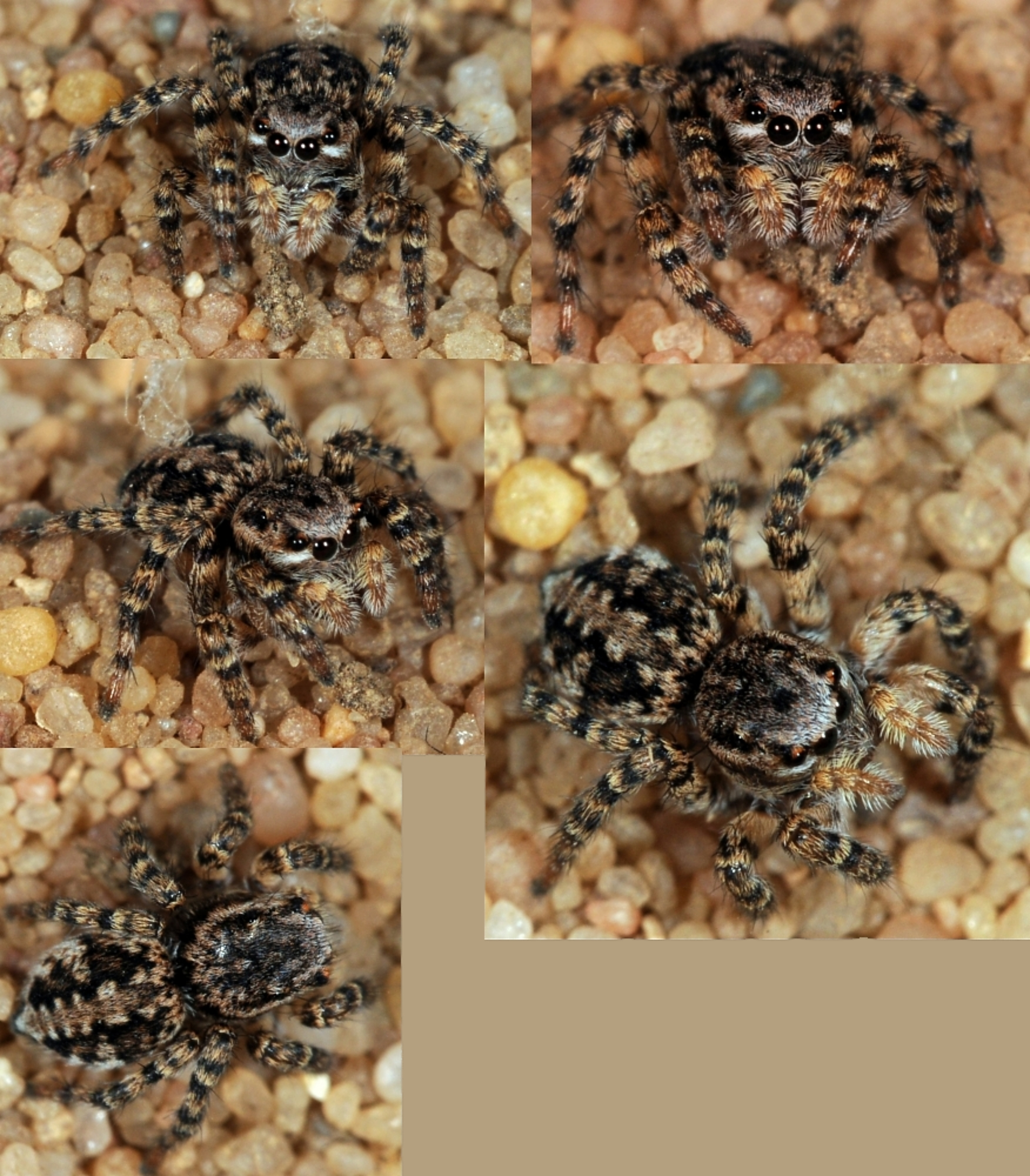
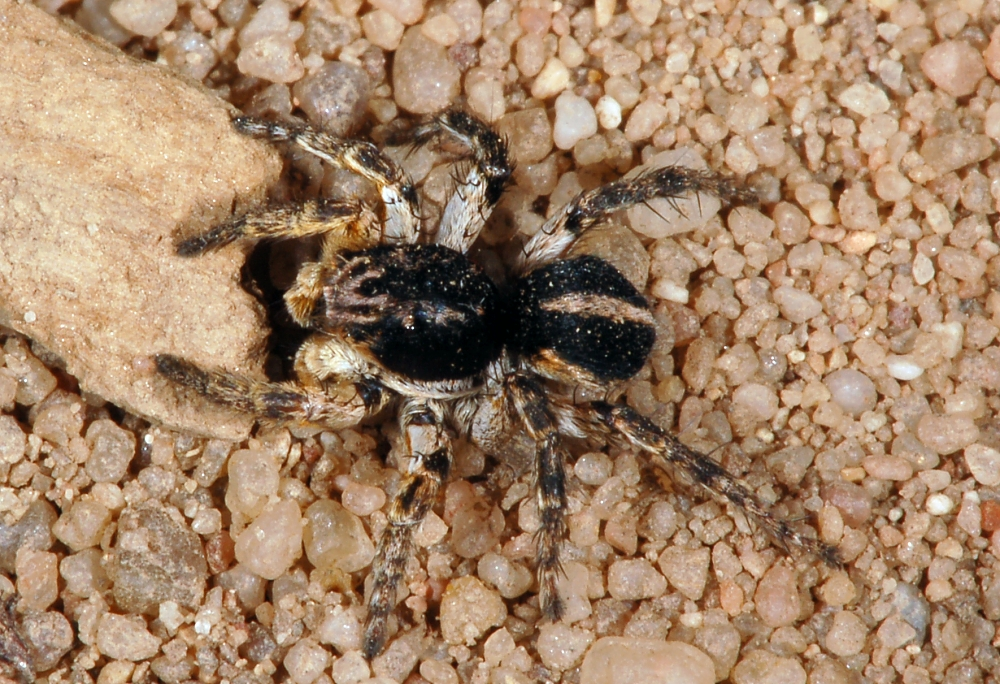
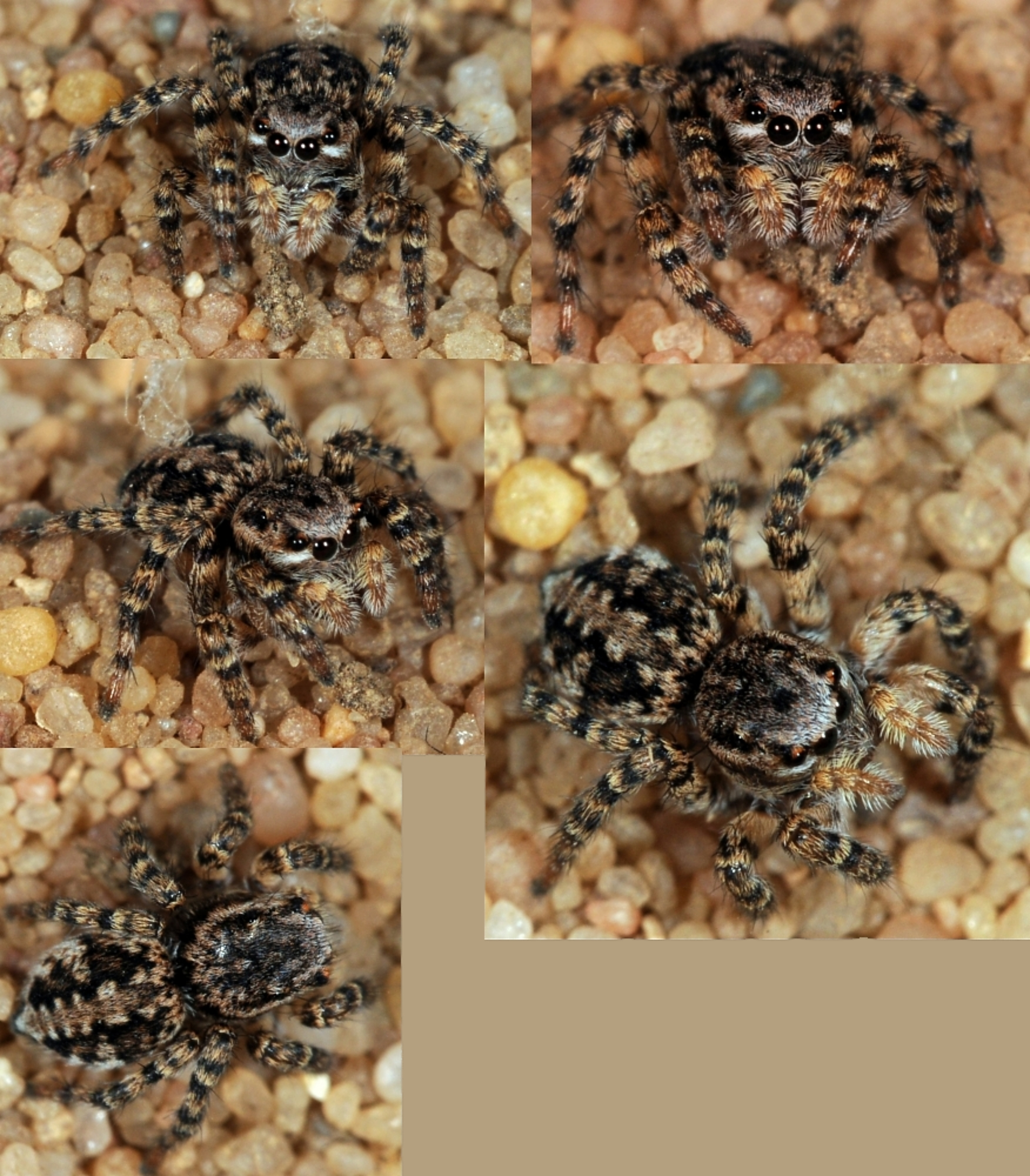
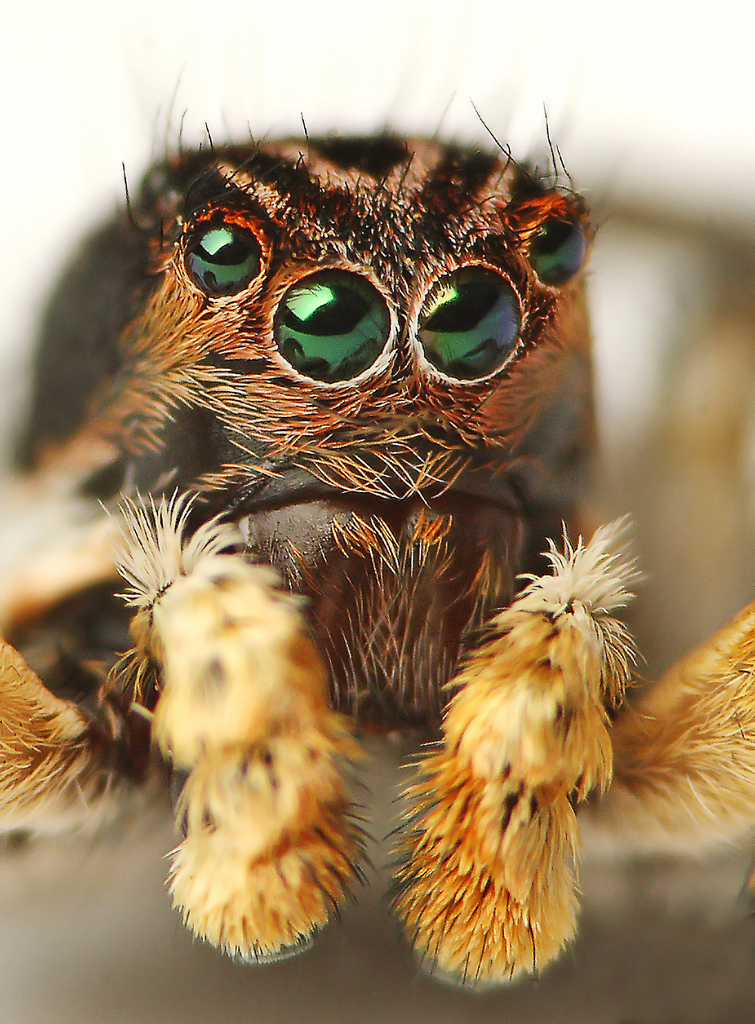

## Dottertaxa tillAelurillus, i alfabetisk ordning[1][2]
- Aelurillus aeruginosus
- Aelurillus afghanus
- Aelurillus andreevae
- Aelurillus angularis
- Aelurillus approximans
- Aelurillus atellanus
- Aelurillus ater
- Aelurillus balearus
- Aelurillus basseleti
- Aelurillus blandus
- Aelurillus bokerinus
- Aelurillus bosmansi
- Aelurillus brutus
- Aelurillus candidus
- Aelurillus catherinae
- Aelurillus catus
- Aelurillus cognatus
- Aelurillus concolor
- Aelurillus conveniens
- Aelurillus cretensis
- Aelurillus cristatopalpus
- Aelurillus cypriotus
- Aelurillus dorthesi
- Aelurillus dubatolovi
- Aelurillus faragallai
- Aelurillus galinae
- Aelurillus gershomi
- Aelurillus gesticulator
- Aelurillus guecki
- Aelurillus helvenacius
- Aelurillus hirtipes
- Aelurillus iciformis
- Aelurillus improvisus
- Aelurillus jerusalemicus
- Aelurillus kochi
- Aelurillus kopetdaghi
- Aelurillus kronestedti
- Aelurillus laniger
- Aelurillus latebricola
- Aelurillus leipoldae
- Aelurillus logunovi
- Aelurillus lopadusae
- Aelurillus lucasi
- Aelurillus luctuosus
- Aelurillus lutosus
- Aelurillus marusiki
- Aelurillus minimontanus
- Aelurillus minutus
- Aelurillus mirabilis
- Aelurillus m-nigrum
- Aelurillus monardi
- Aelurillus muganicus
- Aelurillus nabataeus
- Aelurillus nenilini
- Aelurillus nicoleti
- Aelurillus numidicus
- Aelurillus ogieri
- Aelurillus plumipes
- Aelurillus politiventris
- Aelurillus quadrimaculatus
- Aelurillus reconditus
- Aelurillus rugatus
- Aelurillus schembrii
- Aelurillus simoni
- Aelurillus simplex
- Aelurillus spinicrus
- Aelurillus steinmetzi
- Aelurillus steliosi
- Aelurillus subaffinis
- Aelurillus subfestivus
- Aelurillus tenebrosus
- Aelurillus tumidulus
- Aelurillus unitibialis
- Aelurillus v-insignitus